# Joseph Louis Desportes
Joseph Louis Desportes est un homme politique français né le 25 août 1753 à Ourville-en-Caux (Seine-Maritime) et décédé le 7 mars 1816 à Fécamp.
Administrateur de la marine à Fécamp, il est député de la Seine-Inférieure de 1791 à 1792, siégeant dans la majorité. Il est maire de Fécamp sous le Premier Empire.

## Sources
- « Joseph Louis Desportes », dans Adolphe Robert et Gaston Cougny, Dictionnaire des parlementaires français, Edgar Bourloton, 1889-1891 [détail de l’édition]